# La tana dei lupi
La tana dei lupi (Cuna de lobos) è una telenovela messicana prodotta dalla Televisa e creata da Carlos Téllez. Dato l'enorme successo riscosso in patria, è  stata esportata in diversi paesi del mondo. In Italia è andata in onda verso la fine degli anni ottanta su Rete A.

## Trama

### Inizio delle vicende
Le vicende della telenovela ruotano attorno al clan dei Larios, ricca famiglia di industriali del settore farmeceutico, e alla figura della perfida matriarca Catalina Creel (magistralmente interpretata da María Rubio), personaggio "cattivo", simile per certi aspetti ad Alexis Carrington di Dynasty o a J.R. Ewing di Dallas. Oggetto emblematico di tutta la telenovela è l'inquietante benda multicolore che Caterina (questo il nome del personaggio nella versione italiana) porta sull'occhio destro.
La storia prende le mosse una mattina come tante altre nella sontuosa villa dei Lario (così il riadattamento del nome nella versione italiana). L'anziano patriarca Carlo Lario (Carlos Larios in spagnolo) ha appena scoperto, per puro caso, un terribile segreto nascostogli per anni dalla moglie Caterina. Profondamente adirato e intenzionato ad andare fino in fondo, Carlo affronta la moglie annunciandole che intende, quanto prima, modificare il suo testamento e chiedere il divorzio.
La donna, però, uccide il marito prima che questi riesca a mettere in atto il suo proposito, versandogli un potente veleno nella spremuta d'arancia. Carlo Lario muore così nel giro di poche ore, mentre è al volante della sua auto, andandosi a schiantare con la vettura contro la vetrina di uno studio di architetti.
Pochi giorni dopo, alla presenza di Caterina e dei due figli, viene aperto il testamento del defunto: tutte le sostanze di casa Lario sono destinate al primo dei figli che farà nascere un maschietto. Ancora, infatti, nessuno dei due fratelli ha dato un erede al ricco casato: il primogenito Pierluigi (Josè Carlos, a cui dà il volto Gonzalo Vega), nato dal primo matrimonio di Carlo Lario, vive lontano dalla famiglia e conduce da anni una vita scioperata dividendosi tra donne e gioco; Alessandro (Alejandro, interpretato da Alejandro Camacho), l'unico figlio di Caterina e di Carlo, è invece un uomo affermato che dirige con successo i laboratori farmaceutici Lar-Creel; Vilma (Rebecca Jones), la sua giovane moglie, non può tuttavia avere figli.
Caterina, che odia profondamente il figliastro Pierluigi e che vuole fare di tutto perché il patrimonio di famiglia finisca nelle sole mani di Alessandro, spinge quest'ultimo a sedurre la giovane segretaria Eleonora Nardini (Leonora Navarro, interpretata da Diana Bracho), e a metterla incinta per poi sottrarle il bambino.

### Pierluigi e l'occhio di Caterina
I motivi per cui Pierluigi non riesce a condurre un'esistenza "normale" sono da ricercarsi in un drammatico episodio della sua infanzia che lo ha segnato prondamente. Da piccolo infatti, giocando con una trottola, ha ferito seriamente la matrigna, causandole la perdita dell'occhio destro. Questo, almeno, è ciò che crede lui e che credono tutti. Ma Caterina non ha mai perso l'occhio: sotto la sua benda colorata non si trova un occhio di vetro, come la donna da anni va raccontando, ma un occhio perfettamente sano. Questo terribile inganno, portato avanti per anni, ha avuto come unico obiettivo quello di distruggere psicologicamente Pierluigi, cresciuto con un profondo senso di colpa, e di dirottare l'amore di Carlo sull'altro figlio Alessandro.
Il segreto scoperto da Carlo la mattina in cui Caterina lo ha ucciso è proprio questo.
Dopo la morte del padre Pierluigi torna a Città del Messico e inizia una relazione con una sua vecchia amica Paolina (Edna Bolkan), ma la matrigna riesce a farli separare allontanando quindi lo spettro di un possibile erede maschio che avrebbe portato l'eredità nelle mani del figliastro.

### Eleonora e l'inganno di Alessandro
Intanto Alessandro, d'accordo con Caterina, continua il suo piano. Da un lato costringe la moglie Vilma a simulare una gravidanza, dall'altro seduce e mette incinta Eleonora promettendole di sposarla e, addirittura, inscenando un finto matrimonio. Al momento del parto nella clinica del compiacente dottor Syndel, Alessandro sottrae alla madre il bambino appena nato, lasciando Eleonora in preda alla disperazione e incapace di poter dimostrare ciò che è avvenuto.
Il piccolo cresce così con il nome di Edoardo (Edgard) insieme ad Alessandro e Vilma, credendo che questa sia la sua vera madre.
Dopo un anno passato in una clinica psichiatrica, Eleonora inizia a riprendersi e medita la vendetta diventando anch'essa un lupo per poter affrontare la famiglia Lario. Conosce Pierluigi e lo seduce, senza tener però conto che l'uomo, con la sua sensibilità, riesce a conquistare la sua fiducia e farla innamorare davvero. Durante un viaggio a Chiapas, Eleonora e Pierluigi decidono di sposarsi subito e di andare a vivere nella villa dei Lario: al loro ritorno, grande è la sorpresa di Caterina, Alessandro e Vilma.

### I crimini di Caterina: il gioielliere, Guglielmi, l'incendio, Rosalia e Luciana
Alla storia di Eleonora e della lotta per riprendersi il suo bambino, si intreccia nel frattempo una serie di efferati delitti tutti commessi - direttamente o indirettamente - da Caterina. Le sue vittime, uccise in vari modi, hanno l'unico torto di conoscere il segreto celato dalla benda con tutto quello che ne è seguito o di aver tentato di intralciare la strada della matriarca.
Si comincia con il gioielliere Scudiero (Escudero) che, avendo incontrato per caso Caterina in una gioielleria di New York e avendola vista senza benda, vorrebbe raccontare a Pierluigi la verità. Per impedirglielo Caterina, travestita con parrucca bionda, occhiali scuri e un impermeabile nero, lo fredda di notte con pochi colpi di pistola in un parcheggio sotterraneo. Del delitto viene incolpato l'ignaro Pierluigi che, proprio per questo motivo, sconterà ingiustamente un anno di prigione.
Poi è la volta di Reginaldo Guglielmi (Reynaldo Gutierrez, interpretato da Carlos Camara), direttore generale dei laboratori Lar-Creel che, mettendo insieme varie tessere del mosaico, ha scoperto la verità sulla morte di Carlo Lario e del gioielliere ed è pronto a rivelare tutto alla polizia. Caterina, con lo stesso travestimento utilizzato per uccidere Scudiero, si presenta nella camera d'albergo dove l'uomo si trova nascosto e, dopo averlo messo ko spruzzandogli negli occhi uno spry anti-furti, gli inietta del veleno in un braccio con una siringa. Prima di lasciare la stanza, mette nelle mani alla sua vittima un'autoconfessione con tanto di firma falsa (ovviamente preparata da lei), in cui Reginaldo Guglielmi si autoaccusa di aver ucciso Carlo Lario e il gioielliere. La polizia pensa così che Guglielmi si sia suicidato e prende per buona la falsa confessione.
Segue l'incendio nella casa di riposo, commissionato da Caterina all'infermiera Rosalia Mendoza (l'attrice Lilia Aragon) e da questa puntualmente eseguito: per mettere a tacere la sua segretaria Berta Moscati (Bertha Moscoso, l'attrice Maria Rosa Bianchi), che nel frattempo è venuta a sapere tutto sui crimini di Caterina, la donna fa dare fuoco alla clinica dove è ricoverata la nonna di Berta e dove Berta stessa si trova in visita. Tutti i pazienti ricoverati muoiono soffocati dalle fiamme, ma Berta riesce miracolosamente a salvarsi.
Anche Rosalia però fa una brutta fine. Dato che la polizia è sulle tracce dell'infermiera, Caterina convince la sua complice a lasciare il Messico e le consegna una valigia piena di denaro. Poi le fa indossare gli abiti da lei messi per uccidere il gioielliere e Guglielmi e, appena la donna parte da casa Lario, Caterina allerta l'ispettore di polizia Luna. Questi, in compagnia di altri poliziotti, raggiunge Rosalia alla stazione di Buena Vista. Dopo un drammatico inseguimento che si trasforma ben presto in una sparatoria, l'infermiera, colpita dal proiettile di un poliziotto, si accascia al suolo e spira così sul marciapiede di un binario senza riuscire a rivelare niente di quello che sa.
Infine è il turno della giovane Luciana (Lucero nella versione in spagnolo), un'amica di Berta, che entrata in casa Lario, aveva cercato di ottenere la prova che la falsa confessione di Guglielmi era in realtà stata scritta con la macchina da scrivere di Caterina. Procuratasi le chiavi di casa di Luciana, Caterina entra di notte nell'appartamento della ragazza e, sorpresala in dormiveglia sul divano, la strangola con il filo di un registratore.

### Il sodalizio tra Eleonora e Berta e l'epilogo delle vicende
Frattanto con l'ausilio della stessa Berta, che ne conosce tutti i segreti e le malefatte, Eleonora riesce ad incastrare Caterina che lentamente si vede accerchiata su tutti i fronti. Pierluigi, accorso in ospedale al capezzale della matrigna che ha appena avuto un incidente di macchina, scopre che la benda di sua madre non nasconde un occhio di vetro come ha creduto per anni, ma un occhio perfettamente sano. Decide così di affrontare la donna. Nel frattempo scopre anche - ascoltando un colloquio tra il fratello Alessandro e la cognata Vilma - che Caterina è l'autrice dei delitti di Guglielmi e del gioielliere.
Le cattiverie della matriarca si ritorceranno, alla fine, proprio sull'amato figlio Alessandro, che insieme alla moglie Vilma rimane ucciso in un incidente aereo pianificato da Caterina per assassinare Pierluigi ed Eleonora.
Appena scoperto di aver ucciso il figlio per sbaglio, Caterina, che peraltro ha appena ucciso anche l'ispettore di polizia Suarez, spingendolo nella piscina del giardino di villa Lario e poi gettando in acqua un tagliaerba acceso, si sente crollare il mondo addosso e decide subito di suicidarsi, ingerendo lo stesso veleno con cui, a suo tempo, aveva assassinato il marito Carlo.
La polizia ritrova così Caterina Creel riversa sul letto, senza benda, e con addosso una parrucca bionda e un impermeabile nero. "Se non lo avesse fatto lei, lo avrei fatto io", commenta il figliastro Pierluigi, guardando il cadavere di Caterina adagiato su una lettiga.

### Fine?
La telenovela si conclude cinque anni dopo le tragiche vicende, quando Eleonora e Pierluigi sono ormai una coppia felice e oltre al piccolo Edoardo (rinominato Riccardo nella versione italiana e Braulio nella versione originale), hanno anche un altro figlio di nome Pierluigi (Josè Carlos). Sono proprio i due bambini, giocando nella grande villa di famiglia, ad aprire l'ex camera di Caterina, rimasta chiusa per anni. Nell'ultimo inquietante fotogramma Edoardo si gira verso il fratellino indossando una delle tante bende colorate con cui Caterina era solita coprire il suo occhio e, con voce quasi diabolica, esclama "Io non sono Riccardo, sono il piccolo Edoardo" (Yo no soy Braulio, soy el pequeno Edgard).

## Personaggi della telenovela
- Caterina Creel - moglie (e poi vedova) di Carlo Lario e titolare dei laboratori farmaceutici Lar-Creel.
- Pierluigi Lario - figlio di primo letto di Carlo Lario, sposa Eleonora.
- Alessandro Lario - figlio di Carlo Lario e di Caterina Creel, sposato con Vilma; presidente dei laboratori Lar-Creel.
- Eleonora Nardini - giovane segretaria, dopo essere stata ingannata da Alessandro, sposa Pierluigi.
- Speranza Manduiano - madrina di Eleonora.
- Vilma de la Fuente Lario - moglie di Alessandro.
- Berta Moscati - segretaria di Caterina.
- Reginaldo Guglielmi - direttore generale dei laboratori Lar-Creel.
- Dr. Frank Syndel - medico senza scrupoli, titolare di una clinica geriatrica.
- Rosalia Mendoza - infermiera, moglie del Dr. Syndel.
- Ispettore Norberto Suarez - ispettore di polizia, dipendente dei laboratori Lar-Creel.
- Avv. Curiel - avvocato della famiglia Lario.
- Dr. Mendolia - medico della famiglia Lario.
- Gioielliere Scudiero - amico di Carlo Lario.
- Maurizio - assistente di Alessandro.
- Dr. Teheran - amico di Eleonora.
- Elena Cifuentes - amica di Eleonora.
- Ornella - migliore amica di Pierluigi.
- Luciana - amica di Berta.

## Crimini di Caterina Creel
Nel corso della telenovela Caterina Creel commette, direttamente o indirettamente, i seguenti omicidi:
| Persona assassinata                                                              | Modalità dell'omicidio                  | Luogo dell'omicidio                    | Ragione dell'omicidio |
| -------------------------------------------------------------------------------- | --------------------------------------- | -------------------------------------- | --- |
| Carlo Lario                                                                      | veleno nella spremuta d'arancio         | villa Lario, stanza da pranzo piccola  | ucciso perché, dopo aver scoperto che Caterina non ha mai perso l'occhio, vorrebbe cambiare il testamento in favore di Pierluigi |
| Gioielliere Scudiero                                                             | sparo con pistola                       | parcheggio sotterraneo                 | ucciso perché ha scoperto che Caterina non ha mai perso l'occhio e che ha ucciso il marito                                       |
| Reginaldo Guglielmi                                                              | veleno iniettato con siringa            | camera d'albergo                       | ucciso perché ha scoperto i precedenti crimini di Caterina                                                                       |
| Nonna di Berta Moscati, Dr. Syndel, vari anziani ospiti della clinica geriatrica | incendio doloso commissionato a Rosalia | clinica geriatrica a S. Miguel Allende | incendio provocato per uccidere Berta, che ha scoperto i crimini di Caterina                                                     |
| Rosalia Mendoza                                                                  | sparatoria con la polizia               | stazione Buena Vista                   | uccisa per errore dalla polizia, ingannata da Caterina                                                                           |
| Luciana                                                                          | strangolata nel sonno                   | casa propria                           | uccisa per ammonire Berta |
| Ispettore Suarez                                                                 | fulminato da una scossa elettrica       | piscina di villa Lario                 | ucciso mentre sta per arrestare Caterina                                                                                         |
| Alessandro e Vilma Lario, pilota, due poliziotti                                 | sabotaggio dell'aereo                   | in volo                                | uccisi per sbaglio perché prendono all'ultimo momento l'aereo su cui avrebbero dovuto viaggiare Eleonora e Pierluigi             |
| Caterina Creel                                                                   | veleno nella spremuta d'arancia         | villa Lario, camera di Caterina        | suicida per il dolore di aver ucciso per sbaglio l'adorato figlio Alessandro                                                     |

Oltre agli omicidi suddetti, Caterina tenta ripetutamente di avvelenare Speranza durante la sua malattia, tenta di strangolare Eleonora, tenta di uccidere Berta una volta nel sonno e una volta inseguendola con la macchina. Ha inoltre un ruolo attivo nell'inganno a Eleonora e nella sottrazione del piccolo Edoardo.

## Ambientazione delle vicende
- Città del Messico: quasi tutta la telenovela si svolge nella capitale del Messico e, in particolare, nei seguenti luoghi:
  - Villa Lario-Creel (entrata; salotto; sala da pranzo grande; sala da pranzo piccola; anticamera dello studio; studio/biblioteca; camera di Caterina; camera di Pierluigi ed Eleonora; camera di Speranza; camera di Rosalia; camera dei bambini; stireria; giardini con piscina)
  - Casa di Alessandro e Vilma, nello stesso giardino della villa Lario (entrata; salotto; sala da pranzo; camera di Alessandro e Vilma; camera del piccolo Edoardo)
  - Laboratori Lar-Creel (ufficio di Alessandro; anticamera; ufficio di Guglielmi, poi di Pierluigi; ufficio dell'Ispettore Suarez)
  - Penthouse (entrata-salotto; camere), dove Eleonora trascorre i mesi della sua gravidanza
  - Primo appartamento di Speranza ed Eleonora (entrata-salotto; cucina; camera)
  - Appartamento del Dr. Teheran (entrata-salotto; camera; ambulatorio)
  - Appartamento dei coniugi Cifuentes (entrata-salotto)
  - Appartamento del figlio dei Cifuentes, dove Eleonora e Speranza abitano per breve tempo
  - Appartamento di Ornella e Claudio (entrata-salotto)
  - Appartamento di Paolina (entrata-salotto)
  - Appartamento di Ortensia, zia di Paolina (entrata-salotto)
  - Casa di Gloria, amica di Vilma (salotto; piscina coperta; giardino)
  - Appartamento di Lucero (entrata-salotto)
  - Ambulatorio del Dr. Mendolia
  - Studio dell'Avv. Curiel
  - Ufficio del Padre Montalgo
  - Discoteca di Paolina, poi di Ornella e Claudio (sala da ballo; ufficio)
  - Aeroporto
  - Stazione di Buena Vista
- San Miguel de Allende, luogo di nascita del piccolo Edoardo
  - Casa di Rosalia, trasformata in clinica geriatrica (entrata; camere da letto; ufficio privato)
- Manzanillo, meta della finta luna di miele di Alessandro ed Eleonora
- San Cristòbal, Chiapas, dove abita il padre di Eleonora
- New York, dove Caterina si reca per parlare con l'ex ginecologo di Vilma
- San Diego, dove abitano i genitori di Vilma

## Trasmissioni
- Messico - Cuna de lobos fu trasmessa originariamente nel 1986 dall'emittente televisiva Canal 2.
- Italia - Nel nostro paese la telenovela fu trasmessa nel 1988 dal canale Rete A.
- Germania - Clan der Wölfe fu il nome dato a Cuna de Lobos nella versione tedesca.
- Brasile - Il primo nome con cui la telenovela fu trasmessa tra il 1991 e il 1992 fu Ambição. Il serial è stato mostrato al momento della notte da rete brasiliana Sistema Brasileiro de Televisão.